# Dalesman
Dalesman va ser una marca britànica de motocicletes, fabricades entre el 1969 i el 1974 per l'empresa Dalesman Competition Products. Fundada per Peter Edmondson el 1968, l'empresa tenia la seu a Otley (West Yorkshire), prop de Leeds.
Les Dalesman eren motocicletes fora d'asfalt i es van vendre principalment als EUA. L'empresa feia servir motors de dos temps Puch de 98 i 123 cc i Sachs de 123 cc. Dalesman també va produir motocicletes de motocròs sota la marca JRD per a Joël Robert a partir de 1969. El 1971, l'importador de la marca als EUA va prendre el control de l'empresa, al mateix temps que hi entrava com a directiu Bill Brooker, de Greeves. A finals de 1974, Dalesman es va reorganitzar i va abandonar la producció de motocicletes per a fusionar-se amb Wassell, un fabricant de components per a motocicleta amb seu a Lincoln.

## Producció
Les Dalesman es produïen en versions de motocròs, trial i enduro. Duien bastidors de doble bressol, caixa de canvis de quatre velocitats i forquilles Sachs. Els principals models de la marca van ser els següents:
- Belfast 125 (1972), de trial, amb bastidor i motor Puch de 123 cc
- Scout 125 (1973), amb motor Sachs de 123 cc i caixa de canvis de 6 velocitats